# ستيفن غوغ
ستيفن غوغ (بالإنجليزية: Stephen Gough)‏ هو ناشط بريطاني، ولد في 13 مايو 1959 في المملكة المتحدة.